# هرواتسکی الکتروپریفردا
هرواتسکی الکتروپریفردا (انگلیسی: Hrvatska elektroprivreda) شرکت دولتی برق کروات است، که در سال ۱۹۷۰ تأسیس شد.